# Мішель Шаль
Міше́ль Шаль (фр. Michel Chasles, 15 листопада 1793 року, Епернон, Франція — 18 грудня 1880 року, Париж) — французький математик, член Французької АН, іноземний член-кореспондент інших академій наук. Основні наукові праці Шаля присвячені геометрії та історії математики. Геометрічні дослідження Шаля сприяли розробці проективної геометрії.